# Matylda (córka Ottona I)
Matylda (ur. grudzień 955 r.; zm. 7 lutego 999 r.) – pierwsza ksieni klasztoru żeńskiego w Quedlinburgu.
Była córką cesarza Ottona I i Adelajdy Burgundzkiej, oraz wnuczką św. Matyldy Westfalskiej. W 966 roku została opatką klasztoru w Quedlinburgu. Zatwierdzenie papieskie nastąpiło w kwietniu 967 roku. W 994 roku uzyskała od Ottona III przywilej bicia monety, organizowania jarmarków i pobierania ceł. Od 997 roku do śmierci sprawowała regencję w imieniu przebywającego w Italii Ottona III.
Matyldzie dedykowane było dzieło Widukinda z Korbei, Dzieje Sasów.
Po śmierci Matyldy, jej następczynią została Adelajda, córka Ottona II i Teofano.